# Đại Thời Đại (phim truyền hình)
Đại Thời Đại là một bộ phim truyền hình Hồng Kông do đài TVB sản xuất năm 1992. Nội dung phim kéo dài qua ba thập niên từ những năm 70 tới những năm 90 của thế kỷ 20, kể về những mâu thuẫn thanh toán lẫn nhau giữa các thế lực xã hội đen cho tới những cuộc chiến trong thị trường cổ phiếu Hồng Kông. Với dàn diễn viên hùng hậu thời bấy giờ như Trịnh Thiếu Thu, Lưu Thanh Vân, Lam Khiết Anh, Châu Huệ Mẫn, Lưu Tùng Nhân, Thiệu Trọng Hành bộ phim được đánh giá rất cao khi trình chiếu vào tháng 10 năm 1992. Đồng thời, bộ phim cũng gây "hiệu ứng Đinh Giải" trong ngành cổ phiếu Hồng Kông.

## Nội dung

### Thập niên 1960-1970
Đinh Giải (Trịnh Thiếu Thu) và Phương Tiến Tân (Lưu Tùng Nhân) là đôi bạn thời niên thiếu. Đinh Giải thì cứng đầu, ít học và mắc chứng bệnh hoang tưởng, tự cho mình lúc nào cũng đại diện cho chính nghĩa, cho lẽ phải trong khi đó, Tiến Tân lại là người có học thức, chính trực và là người đồng sáng lập ra Sở Giao Dịch người Hoa cùng với Trần Vạn Hiền (Giang Nghị). Sau đó, Tiến Tân gặp rắc rối khi lọt vào mắt các băng nhóm và tổ chức cơ quan cấp cao tham nhũng ở Hồng Kông, cụ thể là Thám trưởng Long Thành Bang (Tăng Giang) cùng một số nhân vật khác như vợ chồng trùm buôn ma túy Châu Tế Sanh (Lưu Giang). Họ lợi dụng Tiến Tân để buộc ông phải làm việc cho họ để thao túng thị trường cổ phiếu Hồng Kông.
Tiến Tân chứng kiến Trần Vạn Hiền và phần đông lãnh đạo của Sở Giao Dịch người Hoa tham nhũng. Ông rất thất vọng về điều này, và quyết định lợi dụng tiền của Long Thành Bang để đánh 1 trận quyết định với Trần Vạn Hiền trên thị trường cổ phiếu, và được sự giúp đỡ của những bạn bè trong giới như Diệp Thiên (La Lạc Lâm), ông đã chiến thắng ngoạn mục Trần Vạn Hiền.
Tiến Tân quen và gặp được La Tuệ Linh (Lam Khiết Anh) - một cô gái đang học phổ thông, từng thích Đinh Giải nhưng sau đó trở nên sợ hãi trước sự hoang tưởng của anh ta, nhưng vẫn bị Đinh Giải làm phiền vì cho rằng Tuệ Linh rất yêu mình và chỉ đang ghen với vợ cũ của mình. Tiến Tân tìm cách giải thoát cho cho Linh, do đó, vô tình bị Giải hiểu lầm là Tiến Tân chia rẽ tình cảm của mình. Mâu thuẫn càng dâng cao khi Giải phát hiện Tiến Tân cướp Tuệ Linh khỏi tay hắn ta, dẫn đến xung đột với Tiến Tân và đánh Tiến Tân bị thương nặng ở não, dẫn đến mất trí nhớ và trở thành kẻ vô dụng, ngờ nghệch. Sự nghiệp của Tiến Tân vì thế mà đổ vỡ, anh bị phá sản, Tuệ Linh không vì thế mà bỏ rơi anh, ngược lại, cô đã tìm mọi cách để lo cho anh và 4 đứa con riêng của anh dù cuộc sống rất kham khổ.
Dần dần Tiến Tân khôi phục trí nhớ dù vẫn còn là 1 người khờ khạo. Anh đã tập đi ghép báo để làm thêm kiếm tiền nuôi gia đình. Giữa lúc mọi chuyện đang dần tốt đẹp với gia đình nhà họ Phương thì Đinh Giải đến tìm Tiến Tân để nhờ Tiến Tân xin tha cho hắn, 2 người đã xảy ra ẩu đả, và Đinh Giải đã đánh chết Tiến Tân.
Thị trường chứng khoán của Hồng Kông do thiếu sự quản lý của Tiến Tân mà dần dẫn đến khủng hoảng, đời sống dân Hồng Kông vì thế mà cơ cực, kinh tế kiệt quệ, tham nhũng dâng cao, điều này dẫn đến sự ra đời của Ủy ban Độc Lập Chống Tham Nhũng Hồng Kông (ICAC) vào tháng 2 năm 1974.

### Thập niên 1980
Sau khi đánh chết Tiến Tân, Đinh Giải bỏ trốn sang Đài Loan nhưng tại đây do bản tính hung hăng của mình, ông đã phải lãnh bản án 14 năm tù. Tại Hồng Kông, 4 đứa con trai của Đinh Giải, trở thành những đứa trẻ đường phố. 2 người anh lớn là Hiếu Giải (Thiệu Trọng Hành) và Ích Giải (Đào Đại Vũ) trở thành đại ca xã hội đen, còn 2 người em Vượng Giải (Ngô Khải Minh) và Lợi Giải (Quách Chính Hồng) được học hành đàng hoàng, thành luật sư bác sĩ, nhưng cũng làm nhiều chuyện xấu theo các anh.
Anh em nhà họ Đinh tìm cách quấy rối gia đình họ Phương vì cho rằng chính gia đình này đã làm chia lìa cha con họ. Tuy nhiên, Đinh Hiếu Giải, đứa con lớn của Đinh Giải và Phương Đình (Lý Lệ Trân), con gái thứ nhà họ Phương lại yêu nhau dù cho sự ngăn cản từ nhà họ Phương do thù hận giữa 2 gia đình.
Đinh Giải mãn hạn tù ở Đài Loan và trở về Hồng Kông, ông tìm cách liên lạc và quấy rối nhà họ Phương vì cho rằng La Tuệ Linh vẫn còn yêu ông và vì trả nợ cho ông mà chấp nhận hi sinh đời mình lo cho 4 đứa con của Phương Tiến Tân. Cùng lúc đó, Đinh Ích Giải nhiều lần đe dọa bắt ép Phương Mẫn (Dương Linh) - em gái út nhà họ Phương - quan hệ tình dục với hắn, khiến Phương Mẫn bị bệnh lậu và mâu thuẫn 2 nhà càng dâng cao. Phương Đình cũng nhận thấy tình yêu của cô và Đinh Hiếu Giải sẽ không có kết quả khi có sự trở về của Đinh Giải. Cô quyết định chia tay Đinh Hiếu mặc cho Hiếu van xin và sẵn sàng từ bỏ cơ ngơi tại Hồng Kông, cùng cô đến nơi khác sinh sống.
Việc bị người yêu phụ tình khiến Đinh Hiếu trở nên mù quáng. Sau khi cả gia đình họ Phương tố cáo vụ án năm xưa, Đinh Giải bị kết án tử hình nhưng được nữ hoàng Anh đặc xá thành án chung thân, sau đó được anh em nhà họ Đinh cứu ra bằng cách giả vờ là ông bị mắc bệnh ung thư. Trận chiến giữa hai nhà lên tới đỉnh điểm là việc anh em nhà họ Đinh bức tử Phương Mẫn khiến cô phải nhảy lầu và ra lệnh hại chết Phương Đình và Phương Phương (Ngô Vịnh Hồng) (Triển Bác may mắn sống sót). La Tuệ Linh vì thế mà trở nên điên loạn và bị đưa vào bệnh viện tâm thần.
Phương Triển Bác (Lưu Thanh Vân), con trưởng nhà họ Phương, với việc anh em nhà họ Đinh ra lệnh truy sát anh ở Hồng Kông, buộc phải trốn sang Đài Loan. Tại đây, dưới sự giúp đỡ của 2 người con gái yêu anh, Long Kỷ Văn (Quách Ái Minh) và Nguyễn Mai (Châu Huệ Mẫn), anh dần tìm lại được quyết tâm của mình với chứng khoán và đạt được những thắng lợi đầu tiên trên thị trường cổ phiếu.
Ở Hồng Kông, nhà họ Đinh sau khi cứu Đinh Giải ra khỏi tù thì làm ăn ngày càng phát đạt và mở công ty Ngũ Giải, phát hành cổ phiếu ra thị trường. Triển Bác hợp tác qua mạng với 1 người bạn là Trần Thao Thao (Lâm Bảo Di) - con trai Trần Vạn Hiền, từng yêu Phương Đình và quyết tâm trả thù cho cô - đánh 1 trận trên thị trường cổ phiếu với nhà họ Đinh, tuy nhiên bằng may mắn khó tin, nhà họ Đinh đã thắng ngược dòng ngoạn mục. Trần Thao Thao phá sản, Triển Bác quyết định trở về Hồng Kông trả thù và giải thoát cho chị Linh nhưng sau đó, Tuệ Linh đã chết bởi viên đạn lạc trong lúc giằng co với Đinh Giải.
Long Kỷ Vân xin với người cha Long Thành Bang và bạn ông Châu Tế Sanh ở Đài Loan để cho người bảo vệ Triển Bác, đồng thời Nguyễn Mai nhờ tài nấu ăn của mình cũng lấy lòng được Châu Tế Sanh và trở thành con gái nuôi của ông, nhờ đó Triển Bác được an toàn sống ở Hồng Kông. Nguyễn Mai bỏ đi, Kỷ Vân quay về Hồng Kông, giúp Triển Bác lập nên một công ty chứng khoán riêng của anh và gây dựng sự nghiệp để đối đầu với cha con nhà họ Đinh.

### Thập niên 1990
Từ năm 1987 đến năm 1991, sự nghiệp của Triển Bác phát triển ổn định, Triển Bác và Kỷ Vân gặp lại Nguyễn Mai ở Đài Loan, Triển Bác vẫn chưa thể đưa ra quyết định của mình. Kỷ Vân và Nguyễn Mai quyết định đi du lịch thế giới cho khuây khỏa. Sau 3 năm đi du lịch, 2 người trở về Hồng Kông và Triển Bác đã đưa ra lựa chọn cuối cùng của mình: Anh cầu hôn với Nguyễn Mai và được cô đồng ý.
Cuộc chiến cuối cùng giữa Phương Triển Bác và nhà họ Đinh trên chiến trường chứng khoán được dựa theo cuộc chiến Vùng Vịnh năm 1991. Cuộc chiến một mất một còn. Để tăng thêm cổ phần của mình, nhà họ Đinh đã vay thêm nguồn vốn từ các băng đảng tội phạm. Trong khi đó, Bác lại nhờ sự ủng hộ của 3 ông trùm kinh tế giàu nhất Hồng Kông - những người năm xưa từng là bạn thân của Tiến Tân. Cuối cùng, nhà họ Đinh đặt cược sai, khiến họ bị phá sản và nợ nần lên cả tỷ đô la Hồng Kông. Đinh Giải đã buộc 4 đứa con ông phải tự tử bằng cách nhảy lầu từ nóc tòa nhà Chứng Khoán. Riêng ông ta sống sót và sống cuộc đời còn lại của mình trong tù.
Chấm dứt bộ phim bằng một kết thúc mở khi Bác cùng vợ của anh, Nguyễn Mai, dạo chơi trên đỉnh đồi, và Mai đã ngủ (hoặc là đã chết) trong lòng anh do căn bệnh tim di truyền của cô. Bộ phim kết thúc với bản nhạc đồng quê kinh điển của Mỹ được thể hiện bằng giọng hát của những học trò Mai đã dạy ở Đài Loan, Red River Valley.

## Diễn viên

### Nhà họ Đinh
| Cast             | Role                   | Description |
| Lê Tuyên         | Hà Tiện 何賤           | Mẹ của Đinh Giải. Bà là vú nuôi của 4 anh em nhà họ Phương lúc nhỏ. Bà luôn luôn xem nhà họ Phương là ân nhân của gia đình bà và luôn dằn vặt vì lỗi lầm của Đinh Giải và đám cháu bà đã gây ra. |
| Trịnh Thiếu Thu  | Đinh Giải 丁蟹         | Một con người cứng đầu, ít học và luôn bị hoang tưởng với bản thân. Ông luôn dùng bạo lực để giải quyết vấn đề khi cãi lý không lại. Dù vậy, ông không phải là một nhân vật phản diện chính thống, ác không ra ác, tốt không ra tốt. Ông ta luôn chỉ sống trong thế giới của riêng mình và hướng mọi hành động của người khác đều là vì cá nhân mình mà không chịu hiểu cho người khác, vì thế gây ra cái chết và tai họa cho rất nhiều người. Tuy nhiên, ông ta lại gặp may mắn một cách khó hiểu, nhờ may mắn mà giúp các con làm giàu rất nhanh, và cũng nhờ may mắn mà nhiều lần thoát chết kỳ tích. |
| Thiệu Trọng Hành | Đinh Hiếu Giải 丁孝蟹  | Con trưởng của gia đình nhà họ Đinh, cũng là đại ca của băng đảng xã hội đen. Là người biết phân biệt đúng sai giữa ân oán 2 nhà, tuy nhiên sau đó, anh trở nên mù quáng do tình yêu với Phương Đình đổ vỡ. |
| Đào Đại Vũ       | Đinh Ích Giải 丁益蟹   | Là một tên độc ác, thô tục và không biết nói lý lẽ. Hắn ta rất giống người cha Đinh Giải, thích dùng bạo lực và tay chân trong xã hội đen để giải quyết những người hắn ghét. Hắn cưỡng bức Phương Mẫn phải quan hệ với hắn và làm cô mắc bệnh lậu. |
| Ngô Khải Minh    | Đinh Vượng Giải 丁旺蟹 | Một kẻ thông minh, là một luật sư nhưng chuyên trục lợi bằng các việc làm vô đạo đức. Đã tham gia rất nhiều vào việc giúp Đinh Giải trong vụ khởi tố trước Tòa án. |
| Quách Chính Hồng | Đinh Lợi Giải 丁利蟹   | Là một bác sĩ nhưng hành động thì cũng giống mấy người anh, cũng giúp người xấu bán thuốc giả, thuốc kém chất lượng để kiếm lời. |

|                |                |                |                |                |                |  |  |  |  |               |               |               |               |               |               | Hà Tiện   |  |  |  |  |  |                 |                 |                 |                 |                 |                 |  |  |  |  |               |               |               |               |               |               |  |  |
|                |                |                |                |                |                |  |  |  |  |               |               |               |               |               |               |           |  |  |  |  |  |                 |                 |                 |                 |                 |                 |  |  |  |  |               |               |               |               |               |               |  |  |
|                |                |                |                |                |                |  |  |  |  |               |               |               |               |               |               | Đinh Giải |  |  |  |  |  |                 |                 |                 |                 |                 |                 |  |  |  |  |               |               |               |               |               |               |  |  |
|                |                |                |                |                |                |  |  |  |  |               |               |               |               |               |               |           |  |  |  |  |  |                 |                 |                 |                 |                 |                 |  |  |  |  |               |               |               |               |               |               |  |  |
|                |                |                |                |                |                |  |  |  |  |               |               |               |               |               |               |           |  |  |  |  |  |                 |                 |                 |                 |                 |                 |  |  |  |  |               |               |               |               |               |               |  |  |
| Đinh Hiếu Giải | Đinh Hiếu Giải | Đinh Hiếu Giải | Đinh Hiếu Giải | Đinh Hiếu Giải | Đinh Hiếu Giải |  |  |  |  | Đinh Ích Giải | Đinh Ích Giải | Đinh Ích Giải | Đinh Ích Giải | Đinh Ích Giải | Đinh Ích Giải |           |  |  |  |  |  | Đinh Vượng Giải | Đinh Vượng Giải | Đinh Vượng Giải | Đinh Vượng Giải | Đinh Vượng Giải | Đinh Vượng Giải |  |  |  |  | Đinh Lợi Giải | Đinh Lợi Giải | Đinh Lợi Giải | Đinh Lợi Giải | Đinh Lợi Giải | Đinh Lợi Giải |  |  |

### Nhà họ Phương
| Cast          | Role                    | Description |
| Lưu Tùng Nhân | Phương Tiến Tân 方進新  | Là một người có tâm và có tài với ngành chứng khoán, ông mong muốn loại bỏ tham nhũng trong môi giới chúng khoán. Người vợ quá cố của ông qua đời bởi tai nạn xe hơi và để lại cho ông 4 đứa con. Ông có lòng thương người rất lớn, đã cưu mang giúp đỡ La Tuệ Linh và cũng nhiều lần giúp đỡ người bạn thân 30 năm Đinh Giải, tuy nhiên, cuộc đời ông lại sụp đổ vì 1 tay Đinh Giải gây ra. |
| Lam Khiết Anh | La Tuệ Linh 羅慧玲      | Là bạn gái cũ của Đinh Giải nhưng sau đó cô đã quá sợ hãi anh ta nên chia tay và trốn tránh Đinh Giải. Được sự giúp đỡ của Tiến Tân, cô dần dần đã yêu anh và nguyện chăm sóc và lo lắng cho anh và 4 đứa con của anh. Sau khi Tiến Tân chết, La Tuệ Linh làm lái xe bus để nuôi lớn 4 đứa con anh nên người.                                                                                |
| Lưu Thanh Vân | Phương Triển Bác 方展博 | Con trai lớn nhà họ Phương. Là một công tử ngày thơ ấu, nhưng sau biến cố gia đình xảy ra khi cha anh chết, anh trở nên biếng nhác và trốn tránh cuộc sống. Sau khi tìm được niềm đam mê với cổ phiếu, anh quyết định trở thành người đầu tư chứng khoán tài giỏi nhất và trả thù cho gia đình.                                                                                              |
| Ngô Vịnh Hồng | Phương Phương 方芳      | Con gái lớn nhà họ Phương. Là người tình cảm, biết phân biệt những việc gì cần làm, tuy nhiên, cô cũng khá cứng nhắc và cổ hủ. Cô luôn khuyên gia đình trốn tránh, nhường nhịn mỗi khi bị xã hội đen gây rối, và sẵn sàng làm mọi việc để loại trừ nguy hiểm từ xã hội đen đe dọa tới gia đình mình.                                                                                         |
| Lý Lệ Trân    | Phương Đình 方婷        | Thông minh và xinh đẹp nhất nhà, cô cũng là người gan dạ và chững chạc so với độ tuổi của mình. Đáng lẽ cô có 1 tương lai xán lạn đang chờ phía trước nhưng do vướng vào tình cảm với Đinh Hiếu Giải mà gặp rắc rối. |
| Dương Linh    | Phương mẫn 方敏         | Con gái út nhà họ Phương. Tính tình cô nhân hậu và trong sáng nhất trong các anh em. Cô học rất giỏi, nhưng đã tự tử sau khi không chịu nổi cú sốc từ việc bị Đinh Ích Giải cưỡng bức nhiều lần dẫn đến bị bệnh lậu và bị anh em nhà họ Đinh bôi nhọ danh dự khi công khai chuyện đó. |

|                  |                  |                  |                  |                  |                  |  |  |  |  |               |               |               |               |               |               | Phương Tiến Tân | Phương Tiến Tân | Phương Tiến Tân | Phương Tiến Tân | Phương Tiến Tân | Phương Tiến Tân |             |             |             |             | La Tuệ Linh | La Tuệ Linh | La Tuệ Linh | La Tuệ Linh | La Tuệ Linh | La Tuệ Linh |            |            |            |            |            |            |  |  |
|                  |                  |                  |                  |                  |                  |  |  |  |  |               |               |               |               |               |               | Phương Tiến Tân | Phương Tiến Tân | Phương Tiến Tân | Phương Tiến Tân | Phương Tiến Tân | Phương Tiến Tân |             |             |             |             | La Tuệ Linh | La Tuệ Linh | La Tuệ Linh | La Tuệ Linh | La Tuệ Linh | La Tuệ Linh |            |            |            |            |            |            |  |  |
|                  |                  |                  |                  |                  |                  |  |  |  |  |               |               |               |               |               |               |                 |                 |                 |                 |                 |                 |             |             |             |             |             |             |             |             |             |             |            |            |            |            |            |            |  |  |
|                  |                  |                  |                  |                  |                  |  |  |  |  |               |               |               |               |               |               |                 |                 |                 |                 |                 |                 |             |             |             |             |             |             |             |             |             |             |            |            |            |            |            |            |  |  |
| Phương Triển Bác | Phương Triển Bác | Phương Triển Bác | Phương Triển Bác | Phương Triển Bác | Phương Triển Bác |  |  |  |  | Phương Phương | Phương Phương | Phương Phương | Phương Phương | Phương Phương | Phương Phương |                 |                 |                 |                 |                 |                 | Phương Đình | Phương Đình | Phương Đình | Phương Đình | Phương Đình | Phương Đình |             |             |             |             | Phương mẫn | Phương mẫn | Phương mẫn | Phương mẫn | Phương mẫn | Phương mẫn |  |  |

### Nhân vật khác
| Cast          | Role                   | Relations                                                  | Description |
| Châu Huệ Mẫn  | Nguyễn Mai 阮梅        | Bạn gái của Triển Bác và sau này trở thành vợ của anh      | Cô là hàng xóm của nhà họ Phương. Dịu dàng, tốt bụng, sống cực kỳ tiết kiệm đến từng đồng, nhưng đôi khi cũng rất hung dữ. Cô nấu ăn rất ngon và mang trong mình căn bệnh tim bẩm sinh do di truyền. |
| Quách Ái Minh | Long Kỷ Vân 龍紀文     | Con gái của Long Thành Bang, cũng là bạn gái của Triển Bác | Cô gặp Triển Bác trong dịp tình cờ và dần yêu anh, cô đã làm tất cả vì anh. Là người đầy tình cảm nhưng thông minh và cá tính. Cô sống cô độc khi mất tung tích mẹ, từ bé đã bị cha mang sang Đài Loan nhưng rồi lại bị cha đuổi đi. Tuy là tình địch của Mai nhưng 2 người đã hình thành một tình bạn rất thân thiết kể cả khi cô biết Triển Bác đã chọn Mai.                             |
| Tăng Giang    | Long Thành Bang 龍成邦 | cựu Thám Trưởng                                            | Từng là một thám trưởng tham nhũng vô số và có quan hệ mật thiết với giới xã hội đen, nhưng đã chạy trốn sang Đài Loan năm 1973 vì tội tham nhũng chứng khoán. Ông có đến 23 người con, nhưng cuối cùng chỉ có Kỷ Vân là thương ông và ở bên cạnh chăm sóc cho ông bất chấp ông đã đuổi cô đi phũ phàng ra sao.                                                                            |
| Giang Nghị    | Trần Vạn Hiền 陳萬賢   | Đối thủ của Phương Tiến Tân và Triển Bác                   | Là một người cơ hội và tham nhũng. Ông có tài chơi cổ phiếu nhưng do quá tham lam và thiếu may mắn nên lúc nào cũng thất bại. |
| Lâm Bảo Di    | Trần Thao Thao 陳滔滔  | Con trai của Trần Vạn Hiền                                 | Con trai Trần Vạn Hiền nhưng bị ông ta vứt bỏ từ bé. Có kỹ năng phân tích thị trường chứng khoán tuyệt vời và là một người có lý tưởng. Từng thầm yêu Phương Đình, anh nguyện dành hết tài sản của mình để thách đấu với nhà họ Đinh sau cái chết của Phương Đình. Tuy nhiên, anh đã thua và trở thành đồng nghiệp đắc lực của Triển Bác trong cuộc chiến cuối cùng chống lại nhà họ Đinh. |
| La Lạc Lâm    | Diệp Thiên 葉天        | Bạn thân của Phương Tiến Tân                               | Là một người có lý tưởng và tình yêu với cổ phiếu. Ông là người bạn thân của Tiến Tân lúc còn sống và người thầy của Triển Bác sau này. Ông có các bí quyết để phán đoán tình hình chứng khoán nhưng thần kinh lại không ổn định do ám ảnh về cái chết của cả nhà ông trước đây (người con trai thua cổ phiếu nên đã tự tử cùng cả nhà).                                                   |
| Lưu Giang     | Châu Tế Sanh 周濟生    |                                                            | Là một người buôn bán ma túy, bạn già của Long Thành Bang tuy nhiên sau này đã bỏ trốn sang Đài Loan. Sau này, ông là người đã nhiều lần giúp và hỗ trợ Triển Bác trong cuộc chiến với nhà họ Đinh. Ông cũng nhận Nguyễn Mai làm con nuôi vì tài nấu ăn của cô. |

## Thông tin thêm

### Hiệu ứng Đinh Giải
Có một sự thật ngẫu nhiên, đây là một bộ phim hiếm hoi phân tích và đề cập rất kỹ lưỡng tới đề tài chứng khoán của TVB, khi bộ phim được phát sóng, thị trường chứng khoán Hồng Kông lúc đó đã giảm 1200 điểm trong vòng 1 tháng. Và từ đó, bất cứ bộ phim nào có sự tham gia của Trịnh Thiếu Thu thì thị trường chứng khoán Hồng Kông lại tuột điểm. Trong 1 cuộc phỏng vấn Quách Chính Hồng, anh đã phát biểu rằng đó chỉ là sự ngẫu nhiên nhưng trong năm 2009 khi anh tham gia cùng Trịnh Thiếu Thu trong bộ phim "The King of Snooker" thì một lần nữa, chỉ số của Hang Seng Index lại tuột 600 điểm.

### Khác
Vai diễn Phương Triển Bác của Lưu Thanh Vân trong phim thành hôn với Nguyễn Mai do Châu Huệ Mẫn diễn và thành bạn tốt với Long Kỷ Văn do Quách Ái Minh nhưng nhờ bộ phim này mà ngoài đời, anh và Ái Minh đã yêu nhau và tiến tới hôn nhân vào năm 1998, và đối với Châu Huệ Mẫn, 2 người duy trì một tình bạn tốt.
Nữ diễn viên nổi tiếng Lam Khiết Anh, từng được mệnh danh là "Mỹ nhân Ngũ Đài Sơn" và là nữ diễn viên có gương mặt xinh đẹp nhất Hồng Kông, đã diễn rất xuất sắc tâm lý nhân vật La Tuệ Linh, tuy nhiên ngoài đời thực trở nên điên loạn như chính nhân vật Tuệ Linh mà cô đã thể hiện do gặp nhiều cú sốc trong cuộc sống. Nhiều nguồn tin cho biết, sau khi ba mẹ mất và bị tai nạn xe cộ, cô bị một ông trùm xã hội đen có máu mặt cưỡng hiếp và bức hại khiến cô bị phá sản và điên loạn. Những năm cuối đời, cô có cuộc sống vất vưởng và trở thành người ăn xin trên đường phố Hồng Kông. Cuộc sống của cô phải phụ thuộc vào nguồn trợ cấp của chính phủ Hồng Kông. Trường hợp của cô là nỗi ám ảnh lớn cho những người làm nghệ thuật và niềm xót xa lớn cho những người từng yêu quý cô.
Trong phim, có một số phân cảnh quá thực khiến tâm lý người xem bị ám ảnh và gây hiệu ứng tiêu cực lên người xem, chẳng hạn như cảnh Phương Mẫn nhảy lầu và cảnh Phương Đình và Phương Phương bị xã hội đen ném từ sân thượng. Trong lần trình chiếu đầu tiên, đã gây cảm xúc không tốt lên khán giả vì tính chất bi thảm nên trong các lần tái bản sau, 2 cảnh phim này đã được cắt bỏ.
Bộ phim có sử dụng các ca khúc nổi tiếng do các ca sĩ tên tuổi Hồng Kông trình bày như Đàm Vịnh Lân, Beyond và đặc biệt là ca khúc "Người phụ nữ dễ bị tổn thương" do Vương Phi trình bày, nguyên bản là một bài hát Nhật, sau đó đã gây sốt ở thị trường châu Á và được chuyển qua nhiều thứ tiếng, lời Việt do nhạc sĩ Anh Bằng đặt lời là "Người tình mùa đông" do Như Quỳnh thể hiện, rất thịnh hành tại Việt Nam những năm 90.
Tháng 4 năm 2015, TVB quyết định cho phát sóng lại bộ phim vào khung giờ khuya (giờ phim kinh điển), trung bình 360.000 khán giả đã theo dõi tại Hồng Kông - một con số kỷ lục đối với khung giờ này. Cảnh gây tranh cãi trong tập đầu tiên khi Đinh Giải quăng các con xuống lầu đã thu hút 410.000 người xem. Các khán giả trẻ lần đầu được theo dõi bộ phim đã đặt cho phim cái tên "神劇" - Thần Kịch, tức bộ phim rất hay, siêu phẩm trên các phương tiên truyền thông. Và bộ phim được dự đoán sẽ đoạt giải phim kinh điển hay nhất trong Lễ trao giải TVB năm 2015. Nhiều khán giả cũng kiến nghị, nếu được, TVB nên trao giải Thị Hậu (Nữ diễn viên chính xuất sắc nhất) cho Lam Khiết Anh và Thị Đế (Nam diễn viên chính xuất sắc nhất) cho Trịnh Thiếu Thu hay Lưu Thanh Vân trong năm nay vì thời điểm phát sóng lần đầu, năm 1992 chưa có Lễ trao giải.

### Phần tiếp theo
Năm 2000, đối thủ cạnh tranh của đài TVB, ATV đã cho phát sóng bộ phim Cuộc chiến thế kỷ có nội dung tương tự Đại Thời Đại với các diễn viên từng tham gia Đại Thời Đại như Trịnh Thiếu Thu, Lưu Thanh Vân và Quách Ái Minh. Dù cùng dàn diễn viên và nội dung tương tự nhưng đây không phải là phần 2 của phim. Bộ phim không gây tiếng vang như Đại Thời Đại, và cũng từ đây cặp vợ chồng Lưu Thanh Vân và Quách Ái Minh tuyên bố họ sẽ không đóng chung với nhau nữa.

## Đường dẫn liên kết
- The Greed of Man Spcnet.tv reviews Lưu trữ ngày 29 tháng 10 năm 2013 tại Wayback Machine